# Angie Savage

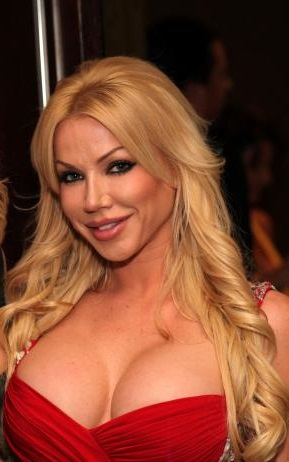
Angie Savage bei den AVN Awards 2013

Angie Savage (* 12. November 1981 in Santa Cruz, Kalifornien) ist eine US-amerikanische Pornodarstellerin und Schauspielerin.

## Karriere
Angie Savage begann ihre Karriere im Jahr 2005 mit dem Film Young Girls’ Fantasies 9. Seitdem hat sie in über 130 Filmen mitgespielt.
Sie war zweimal für den AVN Award nominiert und konnte ihn einmal in der Kategorie „Best All-Girl Sex Scene (Video)“ gewinnen für ihre Darstellung im Film Babysitters gemeinsam mit Alektra Blue, Lexxi Tyler, Sammie Rhodes und Sophia Santi. Besonders bekannt ist sie in der Pornobranche für ihre Arbeit in lesbischen Szenen und Filmen.
Neben ihren 69 Auftritten in pornographischen Filmen (laut IAFD) tritt sie seit 2011 auch mehrmals in TV- und Kinofilmen auf.
Während die zwei Softcore-Komödien Busty Coeds vs. Lusty Cheerleaders und Sexy Wives Sindrome von Jim Wynorski noch recht nahe an ihren bisherigen pornographischen Darstellungen liegen, wendete sie sich mit Cut, Piranhaconda und The Locals eher dem Horror-Genre zu.

## Filmografie (Auswahl)

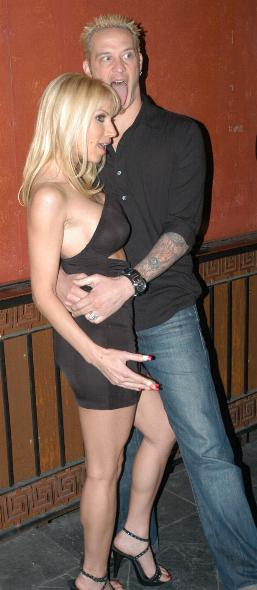
Angie Savage mit ihrem Mann Devon Savage bei den XRCO Awards 2007

### Pornographische Filme
- 2006: Girlvana 2
- 2007: Babysitters
- 2007: Jack’s Big Tit Show 6
- 2008: Fallen
- 2008: No Man’s Land 44
- 2009: Penthouse Variations: Sinful, Scarlet Manor
- 2010: Sex and the City: The Original XXX Parody
- 2010: This Ain’t Baywatch XXX

### Nichtpornographische Filme
- 2011: Cut
- 2011: Sexy Wives Sindrome
- 2011: Busty Coeds vs. Lusty Cheerleaders
- 2011: Piranhaconda
- 2012: The Locals
- 2013: Booty Hunter

## Auszeichnungen
2008: AVN Award in der Kategorie „Best All-Girl Sex Scene (Video)“ für Babysitters (gemeinsam mit Alektra Blue, Lexxi Tyler, Sammie Rhodes und Sophia Santi)